# تارکازی
تارکازی (انگلیسی: Tarkazy) یک شهرک در شهرستان یرمکیفسکی استان باشقیرستان کشور روسیه است.